# Yven Hess
Yven Hess (* 2002 in Frauenfeld) ist ein Schweizer Märchenerzähler und Schauspieler.

## Leben
Yven Hess verbrachte seine Kindheit und Jugend im thurgauischen Balterswil. Im Jahr 2016 verkörperte er in der Kinoverfilmung Papa Moll und die Entführung des fliegenden Hundes, die im Dezember 2017 in die internationalen Kinos kam, die Rolle des Willy. In der 16. Staffel der deutschen Castingshow Deutschland sucht den Superstar nahm Hess teil, schied allerdings bereits nach wenigen Runden aus. 2018/19 absolvierte er den Gestalterischen Vorkurs am GBS in St. Gallen. Zurzeit macht er eine Ausbildung zum FaBe in einer Privatschule. Nebenbei hat er 2022 seine erste CD Luschtigi Gschichte produziert und tritt an Schulen und bei öffentlichen Anlässen als Märchenerzähler, so wie 2021 mit Unternehmer und Schauspieler Hans Leutenegger, auf. 2023 publizierte Hess sein erstes Bilderbuch Heute bin ich mal allein.